# Omero Bonoli
Omero Bonoli (ur. 17 września 1909 w Rawennie, zm. 17 października 1985 tamże) – włoski gimnastyk, srebrny medalista olimpijski z Los Angeles.